# Kāz̧emī-ye Khalaf
Kāz̧emī-ye Khalaf (persiska: کاظمی خلف, Kāz̧emī-ye Yek) är en ort i Iran.   Den ligger i provinsen Khuzestan, i den västra delen av landet, 600 km sydväst om huvudstaden Teheran. Kāz̧emī-ye Khalaf ligger 11 meter över havet och antalet invånare är 176.
Terrängen runt Kāz̧emī-ye Khalaf är mycket platt.Runt Kāz̧emī-ye Khalaf är det ganska tätbefolkat, med 144 invånare per kvadratkilometer. Närmaste större samhälle är Ābsokheyr, 2,2 km söder om Kāz̧emī-ye Khalaf. Omgivningarna runt Kāz̧emī-ye Khalaf är i huvudsak ett öppet busklandskap.